# ずれやまズレ子
ずれやま ズレ子 （ずれやま ズレこ、9月26日 - ） は、青森県むつ市出身の演歌歌手、シンガーソングライター。

## 略歴
11歳の時にフラメンコギターを習い、シンガーソングライターを目指し始める。上京後、電器店のレコード担当、ビデオの卸、映画配給会社などの仕事をする一方、歌を作ってデモテープ作りをする。
自分がそれまで隠してきた同性愛者であることを公表し、新宿二丁目界隈での仕事を始める。
2000年におネエ歌謡デュオ「アバ子とズレ子」を結成。ユニット解消後の2004年に「ずれやまズレ子」としてソロ活動を始める。
2008年2月21日に1stマキシシングル「マリモに触れたら阿寒湖」をリリース。2010年には日出郎、坂本ちゃんと共にトリオ「花中」を結成した。自らの演歌歌手としての活動の他に、楽曲提供も行っている。2015年には、「フトモモDEサンバ」が大宮・西武園けいりん応援ソングとなった。

## 参照
- ずれやまズレ子 公式ウェブサイト